# 塢壁
塢壁（うへき）とは、中国古代に見られた集落形態の一つ。塢もしくは村塢とも記載される。
古くは新末より見られたというが、特に五胡十六国時代に数多く作られた。当時、中華には多くの胡人が流入して漢人を支配していたが、これを拒んだ者は険阻な地に逃れて軍事防砦を作り、自給自足の生活を営んだ。これが塢壁である。
一族や同郷の者が主体となって構成されたが、戦禍を逃れて来た流民も加わることがあった。塢壁の指導者は塢主と呼ばれ、豪族層がその地位に就いた。力を持った塢主は複数の塢壁を従え、数千家を領有することもあった。特に南朝において数多く見られ、群雄割拠するこの時代に強い影響力を見せた。